# Advanced telescope for high-energy astrophysics
De Advanced Telescope for High ENergy Astrophysics (afgekort: ATHENA) is een toekomstige röntgentelescoop van de Europese Ruimtevaartorganisatie die ontwikkeld wordt voor lancering rond 2031. Het is de tweede (L2) grote missie in het ESA Cosmic Vision programma. ATHENA zal honderd keer gevoeliger zijn dan de beste bestaande röntgentelescopen—Chandra X-ray Observatory en XMM-Newton.
De belangrijkste doelen van de missie zijn het bestuderen hoe en wanneer de grote structuren van heet gas in het heelal zijn gevormd en hoe zwarte gaten gegroeid zijn terwijl ze de structuur van hun omgeving beïnvloedden.

## Historie en ontwikkeling
De ATHENA missie komt voort uit twee eerdere missieconcepten, namelijk ESA XEUS en NASA Constellation-X missies. Rond 2008 zijn deze twee voorstellen samengevoegd tot een gezamenlijk voorstel van NASA/ESA/JAXA voor het International X-ray Observatory (IXO). In 2011 trok NASA zich terug uit IXO vanwege budgettaire problemen, vooral door kostenoverschrijdingen van de James Webb-ruimtetelescoop. ESA besloot toen om door te gaan met een goedkopere variant van IXO, die bekend werd als ATHENA. ATHENA verloor in eerste instantie de L1 selectie van de Jupiter Icy Moon Explorer in de Cosmic Vision ronde van 2012, maar na enkele aanpassingen werd ATHENA in 2014 geselecteerd als de tweede grote missie (L2)

## Baan
Een Ariane 6 raket zal ATHENA in 2031 in een baan rond het tweede Lagrangepunt (L2) van het zon-aarde systeem brengen. L2 is geselecteerd vanwege de stabiele thermische omgeving, de goede zichtbaarheid van de sterrenhemel en de hoge waarneemefficiëntie. ATHENA gaat naar verwachting 300 locaties aan de hemel per jaar waarnemen met belichtingstijden vanaf een half uur tot meer dan 11 dagen. De telescoop kan opnieuw gericht worden om plotseling oplichtende bronnen waar te nemen.

## Optiek en instrumenten
ATHENA zal een telescoop hebben met een brandpuntsafstand van 12 meter en twee hoofdinstrumenten: de X-ray Integral Field Unit (X-IFU) met een hoge spectrale resolutie en de Wide Field Imager (WFI) met een groot beeldveld en een meer bescheiden spectrale resolutie.
De spiegel zal gebruikmaken van door ESA en Cosine ontwikkelde 'silicon pore' optiek die zowel een groot beeldveld als een goede ruimtelijke resolutie biedt. Elke pore is een Wolter Type-I spiegel die slechts een paar vierkante millimeter in diameter is en waarin twee reflecties de röntgenstraling naar het brandpunt focussen. In totaal zullen er 1,5 miljoen pores gebruikt worden voor de spiegel.

### X-ray Integral Field Unit
Het X-IFU instrument bestaat uit een array van cryogeen gekoelde transition-edge sensoren (zie calorimeter) die röntgenstraling met een energie tussen 0,2–12 keV kan detecteren met een energieresolutie van 2,5 elektronvolt. Het totale beeldveld is 5 × 5 boogminuten.
SRON neemt deel aan het internationale consortium dat X-IFU ontwikkelt en bouwt.

### Wide Field Imager
Het Wide Field Imager (WFI) instrument is een röntgencamera bestaande uit vijf arrays van p-channel field-effect transistoren die gevoelig zijn voor röntgenstraling tussen 0,1–15 keV. De centrale chip heeft een resolutie van 256 × 256 pixels en een beeldveld van 7,5 boogminuten. De vier buitenste arrays hebben een resolutie van 448 × 640 pixels en een beeldveld van 40 boogminuten.